# Australische Kaninchenratten
Die Australischen Kaninchenratten (Conilurus) sind eine Nagetiergattung. Die Gattung umfasst heute nur eine lebende Art, die Bürstenschwanz-Kaninchenratte (Conilurus penicillatus). Eine zweite Art, die Weißfuß-Kaninchenratte (Conilurus albipes) ist im 19. Jahrhundert ausgestorben.

## Merkmale und Lebensweise
Kaninchenratten erreichen eine Kopfrumpflänge von 16 bis 20 Zentimetern, hinzu kommt ein 18 bis 22 Zentimeter langer Schwanz. Ihr Fell ist an der Oberseite graubraun bis dunkelbraun gefärbt, der Bauch und die Füße sind weißlich. Während die Weißfuß-Kaninchenratte ein weiches Fell besaß, ist das Fell der Bürstenschwanz-Kaninchenratte stachelig. Die Ohren und die Hinterpfoten dieser Tiere sind relativ groß.
Während die Bürstenschwanz-Kaninchenratte im südlichen Neuguinea und im nördlichen Australien lebt, war die Weißfuß-Kaninchenratte im östlichen und südlichen Australien beheimatet. Die heute noch lebende Art bewohnt eine Reihe von Lebensräumen, etwa Sandstrände und Grasländer, aber auch Wälder. Sie ist nachtaktiv, tagsüber schläft sie in selbst gebauten Grasnestern, die sie in Baumhöhlen oder anderen Verstecken errichtet. In der Nacht begibt sie sich auf Nahrungssuche, dabei durchsucht sie häufig die Strände auf der Suche nach Treibgut.

## Gefährdung
Die Weißfuß-Kaninchenratte war im 18. Jahrhundert noch so häufig, dass sie oft in Scheunen und Ställe eindrang. Als Ernteschädling war sie bei den Farmern gefürchtet. Der rasante Populationsrückgang begann allerdings schon damals. Anfang des 19. Jahrhunderts war sie bereits eine Rarität, und seit 1845 hat kein Mensch mehr diese Art gesehen. Das schnelle Aussterben ist bis heute rätselhaft. Als mögliche Ursachen werden die Konkurrenz durch eingeschleppte Wildkaninchen, Bejagung durch ebenfalls von den Weißen mitgebrachte Füchse und Katzen sowie Ansteckung mit Krankheiten durch Wanderratten diskutiert.
Die Bürstenschwanz-Kaninchenratte hat ein zerstückeltes Verbreitungsgebiet im nördlichen Western Australia, im nördlichen Northern Territory und in Süd-Neuguinea. Sie ist durch die Nachstellung durch eingeschleppte Tiere und die Lebensraumzerstörung gefährdet, die IUCN listet sie als „gefährdet“ (vulnerable).

## Systematik
Systematisch sind die Kaninchenratten Teil der Pseudomys-Gruppe, einer vielgestaltigen, vorwiegend in Australien lebenden Gruppe der Altweltmäuse (Murinae).